# Michael Noer
Michael Noer (Esbjerg, 27 dicembre 1978) è un regista danese.

## Formazione e carriera
Noer ha studiato presso l'European Film College e successivamente presso la National Film School of Denmark, dove si è laureato specializzandosi nei documentari nel 2003. Il suo documentario del 2007, Vesterbro, ha ricevuto una Menzione Speciale al Copenaghen International Documentary Festival.
Noer fece il suo esordio nei film narrativi come coregista al fianco di Tobias Lindholm nel 2010 nel prison drama R, il quale vinse il Bodil Award for Best Danish Film e il Premio Robert al miglior film e fece aggiudicare loro il Robert Award for Best Director. Successivamente ha diretto Nordvest e Key House Mirror (Nøgle hus spejl), che sono stati distribuiti rispettivamente nel 2013 e nel 2015. Nel 2017 ha diretto il suo primo film in lingua inglese, Papillon, un remake del film del 1973, presentato in anteprima al Toronto International Film Festival.
Nel 2018 Before the Frost (Før frosten), il suo quinto film ambientato nella Danimarca rurale del XIX secolo, è stato presentato in anteprima al Toronto International Film Festival; ha anche gareggiato al Tokyo International Film Festival, dove ha vinto il Premio Speciale della Giuria e il Premio per il Miglior Attore.

## Filmografia

### Cortometraggi
- Underneath the Skin (En rem af huden) (2003)
- Hawaii, co-regia di Tobias Lindholm (2006)

### Documentari
- The Earth Beneath My Feet (Jorden under mine fødder) (2006)
- Vesterbro (2007)
- The Wild Hearts (De vilde hjerter) (2008)
- Son of God, co-regia di Khavn De La Cruz (2010)

### Cinema
- R, co-regia di Tobias Lindholm (2010)
- Northwest (Nordvest) (2013)
- Key House Mirror (Nøgle hus spejl) (2015)
- Papillon (2017)
- Before the Frost (Før frosten) (2018)
- Birthday Girl (2023)